# Wereldkampioenschappen schaatsen afstanden 2012 - Ploegenachtervolging vrouwen
De ploegenachtervolging vrouwen op de wereldkampioenschappen schaatsen afstanden 2012 werd gereden op 25 maart 2012 in het ijsstadion Thialf in Heerenveen, Nederland.
De acht hoogst geklasseerde landen van de wereldbeker schaatsen 2011/2012 - Ploegenachtervolging vrouwen mochten deelnemen aan het WK; gastland Nederland was automatisch geplaatst ook indien het niet bij de top acht van de wereldbeker zou eindigen. Het Canadese team (Klassen, Nesbitt, Schussler) verdedigde de titel maar eindigde als tweede, achter Nederland en voor Polen.

## Statistieken

### Uitslag
| #      | Land             | Naam                                                    | Tijd    |
| ------ | ---------------- | ------------------------------------------------------- | ------- |
| Goud   | Nederland        | Diane Valkenburg Linda de Vries Ireen Wüst              | 2.59,70 |
| Zilver | Canada           | Cindy Klassen Christine Nesbitt Brittany Schussler      | 3.00,51 |
| Brons  | Polen            | Natalia Czerwonka Katarzyna Woźniak Luiza Złotkowska    | 3.03,32 |
| 4      | Rusland          | Jekaterina Lobysjeva Jekaterina Sjichova Joelia Skokova | 3.03,45 |
| 5      | Duitsland        | Stephanie Beckert Isabell Ost Claudia Pechstein         | 3.03,63 |
| 6      | Zuid-Korea       | Kim Bo-reum Lee Ju-youn Noh Seon-yeong                  | 3.03,86 |
| 7      | Japan            | Masako Hozumi Ayaka Kikuchi Miho Takagi                 | 3.04,10 |
| 8      | Verenigde Staten | Maria Lamb Heather Richardson Jilleanne Rookard         | 3.07,22 |

### Loting
| Rit |            |                  |
| --- | ---------- | ---------------- |
| 1   | Duitsland  | Verenigde Staten |
| 2   | Japan      | Nederland        |
| 3   | Zuid-Korea | Canada           |
| 4   | Rusland    | Polen            |

2005 · 
2007 · 
2008 · 
2009 · 
2011 · 
2012 · 
2013 · 
2015 · 
2016 · 
2017 · 
2019 · 
2020 · 
2021 · 
2023 · 
2024 · 
2025